# Amphicoma cervenkai
Amphicoma cervenkai es una especie de coleóptero de la familia Glaphyridae.

## Distribución geográfica
Habita en Yunnan (China).